# منصورآباد (سربیشه)
منصورآباد یک روستا در ایران است که در دهستان نهارجان شهرستان سربیشه واقع شده‌است.